# 소셜박스
소셜박스(Socialbox)는 디지털 금융 플랫폼 서비스를 제공하는 핀테크 회사이다. 2018년 설립된 사모펀드 운용사 뱅커스트릿프라이빗에쿼티(Banker Street Private Equity)가 전문성 강화를 위해 미디어·핀테크 인력을 주축으로 설립한 회사이다. 소셜박스는 고객친화형 CI를 개발, 투자 및 인수를 통한 그룹사 핵심 역량 확보하고 핀테크 기술을 접목한 글로벌 금융 플랫폼을 구축·운영하는 것이 목표이다.

## 관계사
- BankerStreet (http://bankerstreet.com/notice-pe 보관됨 2021-01-22 - 웨이백 머신)
- Haping (https://haping.org)